# Enzo Bearzot
Enzo Bearzot (26. září 1927, Aiello del Friuli, Italské království – 21. prosinec 2010, Milán, Itálie) byl italský fotbalový obránce a trenér. Jako trenér vedl Itálii na třech MS a jednou v roce 1982 ji vyhrál.
Fotbalovou kariéru začal v druholigovém klubu Pro Gorizia. Po dvou letech jej koupil Inter. Zde za tři sezony odehrál jen 19 utkání a raději v roce 1951 odešel do druholigové Catania. Za tři roky odehrál 95 utkání a rozhodl se přestoupit do Turína, který se chtěl vrátil na přední příčky tabulky. Po jedné sezoně se ale vrátil do Interu, která jeho služby využila jen na jednu sezonu a vrátila jej do Turína. Zde zůstal až do konce kariéry v roce 1964. Nejlepšího umístění v nejvýšší lize bylo 2. místo (1948/49, 1950/51)
Za reprezentaci odehrál jedno utkání a to 27. listopadu 1955 proti Maďarsku (0:2).

## Hráčská statistika
| Sezóna  | Klub        | Liga    | Liga   | Liga | Ligové poháry | Ligové poháry | Ligové poháry | Kontinentální poháry | Kontinentální poháry | Kontinentální poháry | Celkem | Celkem |
| Sezóna  | Klub        | Soutěž  | Zápasy | Góly | Soutěž        | Zápasy        | Góly          | Soutěž               | Zápasy               | Góly                 | Zápasy | Góly   |
| ------- | ----------- | ------- | ------ | ---- | ------------- | ------------- | ------------- | -------------------- | -------------------- | -------------------- | ------ | ------ |
| 1946/47 | Pro Gorizia | Serie B | 21     | 2    | -             | 0             | 0             | -                    | 0                    | 0                    | 21     | 2      |
| 1947/48 | Pro Gorizia | Serie B | 31     | 0    | -             | 0             | 0             | -                    | 0                    | 0                    | 31     | 0      |
| 1948/49 | Inter       | Serie A | 4      | 0    | -             | 0             | 0             | -                    | 0                    | 0                    | 4      | 0      |
| 1949/50 | Inter       | Serie A | 6      | 0    | -             | 0             | 0             | -                    | 0                    | 0                    | 6      | 0      |
| 1950/51 | Inter       | Serie A | 9      | 0    | -             | 0             | 0             | -                    | 0                    | 0                    | 9      | 0      |
| 1951/52 | Catania     | Serie B | 29     | 2    | -             | 0             | 0             | -                    | 0                    | 0                    | 29     | 2      |
| 1952/53 | Catania     | Serie B | 33     | 1    | -             | 0             | 0             | -                    | 0                    | 0                    | 33     | 1      |
| 1953/54 | Catania     | Serie B | 34     | 1    | -             | 0             | 0             | -                    | 0                    | 0                    | 34     | 1      |
| 1954/55 | Turín       | Serie A | 33     | 1    | -             | 0             | 0             | -                    | 0                    | 0                    | 33     | 1      |
| 1955/56 | Turín       | Serie A | 32     | 0    | -             | 0             | 0             | -                    | 0                    | 0                    | 32     | 0      |
| 1956/57 | Inter       | Serie A | 27     | 0    | -             | 0             | 0             | PMEZ                 | 1                    | 0                    | 28     | 0      |
| 1957/58 | Turín       | Serie A | 30     | 3    | IP            | 6             | 0             | -                    | 0                    | 0                    | 36     | 3      |
| 1958/59 | Turín       | Serie A | 33     | 1    | IP            | 4             | 0             | -                    | 0                    | 0                    | 37     | 1      |
| 1959/60 | Turín       | Serie B | 24     | 1    | IP            | 3             | 0             | -                    | 0                    | 0                    | 27     | 1      |
| 1960/61 | Turín       | Serie A | 30     | 0    | IP            | 2             | 0             | Stř.P                | 2                    | 0                    | 34     | 0      |
| 1961/62 | Turín       | Serie A | 18     | 2    | IP            | 1             | 0             | -                    | 0                    | 0                    | 19     | 2      |
| 1962/63 | Turín       | Serie A | 27     | 1    | IP            | 5             | 0             | Stř.P                | 1                    | 0                    | 33     | 1      |
| 1963/64 | Turín       | Serie A | 2      | 0    | IP            | 0             | 0             | -                    | 0                    | 0                    | 33     | 0      |
| Celkově | Celkově     | Celkově | 423    | 15   | -             | 21            | 0             | -                    | 4                    | 0                    | 448    | 15     |

## Hráčské úspěchy

### Klubové
- 2× vítěz 2. italské ligy (1953/54, 1959/60)

### Reprezentační
- 1× na MP (1955–1960)

## Trenérská kariéra
Po skončení fotbalové kariéry v roce 1964 se stal trenérem mládeže v Turíně. Tady působil tři roky. Pak jej v lednu roku 1969 angažoval klub ze třetí ligy Prato. Vydržel zde do konce sezony a další smlouvu nepodepsal. Nastoupil do reprezentace do 23 let, tu vedl do roku 1975, mezi tím byl i asistentem Bernardiniho u národního týmu. V roce 1977 byl prohlášen za hlavního trenéra. Na MS 1978 dovedl tým na 4. místo, když souboji o 3. místo prohrál s Brazílii (1:2). Na dalším turnaji ME 1980 to bylo opět 4. místo když v utkání o 3. místo prohrál s Československem na penalty.
Turnaj MS 1982 nezačal nejlépe. Již před odletem byl tiskem kritizován kvůli nominaci hráčů, například povolání potrestaného Rossiho. Tři zápasy ve skupině skončili remízou. I tak postoupili ze skupiny a v osmifinále je čekali obhájci trofeje Argentina. Porazili ji 2:1. Poté porazili Brazílii i Polsko. Ve finále narazili na Německo. Porazili ji 3:1. Na tomhle turnaji byla Itálie jediná, která porazila držitele tří předchozích titulů, jmenovitě Argentina (vítěz v roce 1978),Německo(1974) a Brazilská fotbalová reprezentace|Brazílii(1970). To se ještě nikdy nikomu nepovedlo.
Po úspěšném turnaji přišel šok, když se nepostoupilo na ME 1984. Poté jako obhájci trofeje skončili na MS 1986 již osmifinále a Enzo se rozhodl odstoupit, přestože měl smlouvu do roku 1990.
V letech 2002 až 2005 byl prezidentem technického sektoru federace. Rok po jeho smrti v roce 2011 byla na jeho počest založena stejnojmenná cena "Enzo Bearzot National Award", pro nejlepšího italského trenéra roku. 

## Trenérská statistika

### Reprezentační
| 1976–1977        | Itálie           | Kvalifikace MS 1978 | 1. místo ve skupině 2 | 3  | 2  | 0  | 1  |
| 1978             | Itálie           | MS 1978             | 4. místo              | 7  | 4  | 1  | 2  |
| 1980–1981        | Itálie           | ME 1980             | 4. místo              | 4  | 1  | 3  | 0  |
| 1980–1981        | Itálie           | Mundialito          | -                     | 2  | 0  | 1  | 1  |
| 1980–1981        | Itálie           | Kvalifikace MS 1982 | 2. místo ve skupině 5 | 8  | 5  | 2  | 1  |
| 1982             | Itálie           | MS 1982             |                       | 7  | 4  | 3  | 0  |
| 1982–1983        | Itálie           | Kvalifikace ME 1984 | 4. místo ve skupině   | 8  | 1  | 3  | 4  |
| 1986             | Itálie           | MS 1986             | Osmifinále            | 4  | 1  | 2  | 1  |
| 1977–1986        | Itálie           | přátelské utkání    | -                     | 45 | 22 | 11 | 12 |
| Celkem za Itálii | Celkem za Itálii | Celkem za Itálii    | Celkem za Itálii      | 88 | 40 | 26 | 22 |

## Trenérské úspěchy

### Reprezentační
- 3x na MS (1978, 1982 - zlato, 1986)
- 1x na ME (1980)
- 1x na OH (1984)

### Individuální
- Nejlepší trenér Itálie (1982)
- Uveden do síně slávy italského fotbalu (2011)

### Vyznamenání
Řád zásluh o Italskou republiku (25. 10. 1982) z podnětu Prezidenta Itálie 

 Zlatá palma pro sportovní zásluhy za titul mistra světa ve
fotbale 1982 (19. 12. 2017) 